# Новоживотинное
Новоживотинное — село в Рамонском районе Воронежской области.
Административный центр Новоживотиновского сельского поселения.
История села тесно связана с поэтом Д. В. Веневитиновым.

## Расположение
Новоживотинное расположено на левом берегу реки Дон в 2 км от дороги федерального значения М4 «Дон», в 17 км к западу от районного центра Рамони и в 32 км к северу от Воронежа. По северной окраине села и далее через мост проходит автомобильная дорога в обход Воронежа с московского направления в Курскую и Белгородскую области и обратно. Общая площадь территории поселения согласно данным паспорта муниципального образования составляет – 8467 га, по данным реестра «Административно-территориального устройства Воронежской области (по состоянию на 01.01.2007 г.)» – 8467,21 га.

## Население
В 2006 году население села составляло 1950 человек.
| 1859 | 1897 | 2010  |
| ---- | ---- | ----- |
| 724  | ↘640 | ↗1997 |

## История
Село основано в 70-х годах XVII века Лаврентием Герасимовичем Веневитиновым и его сыном Антоном.
Название связано с возникновением в конце XVI века у ручья Животинного одноименного села. Новое село, основанное Веневитиновыми, стало называться Новоживотинным, а Животинное со временем превратилось в Староживотинное.
Зарождение усадьбы Веневитиновых происходило в конце XVII века при Фаддее Антоновиче Веневитинове (ум. 1747) — прапрадеде поэта. В мае 1703 года сюда была перенесена из Староживотинного и освящена Архангельская церковь. В середине XVIII века был устроен парк и пруд.
В 1859 году в селе проживало 727 человек. По переписи населения 1897 года в селе было 96 дворов. С 1870 года семейными имениями управлял Михаил Алексеевич Веневитинов. 

## Достопримечательности
Из достопримечательностей сохранились:
- главный дом 1760—1770 гг.
- флигель 1887 года
- ограда и ворота середины XIX века
- парк с прудом XVIII века

## Фотографии

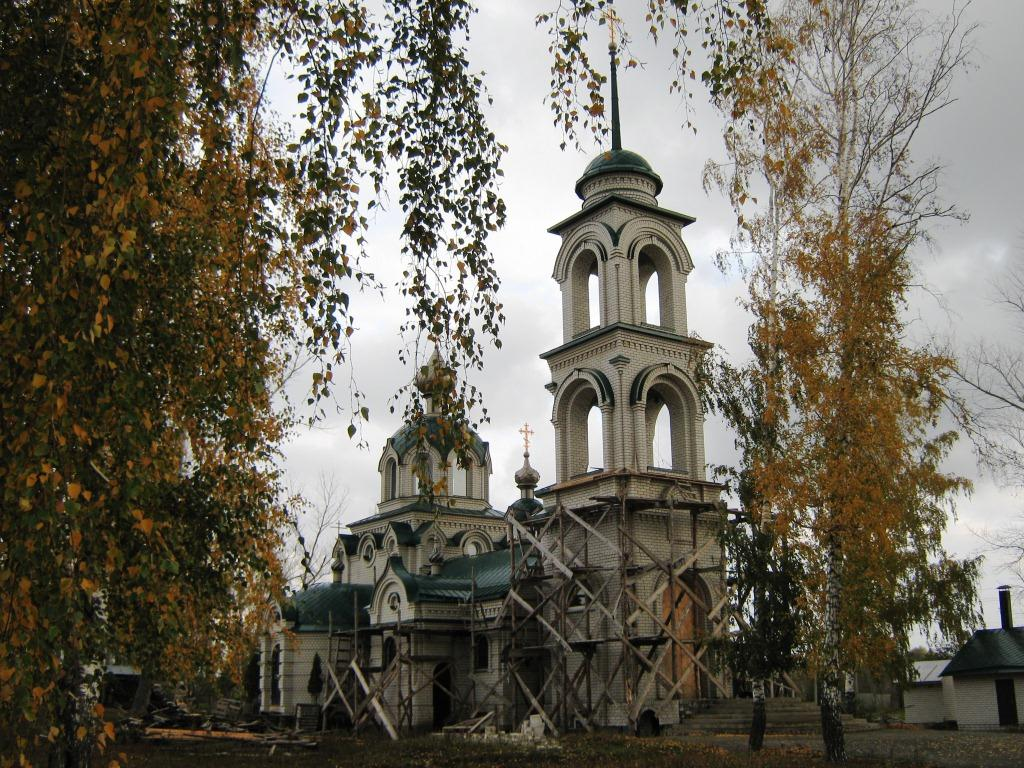
Архангельская церковь
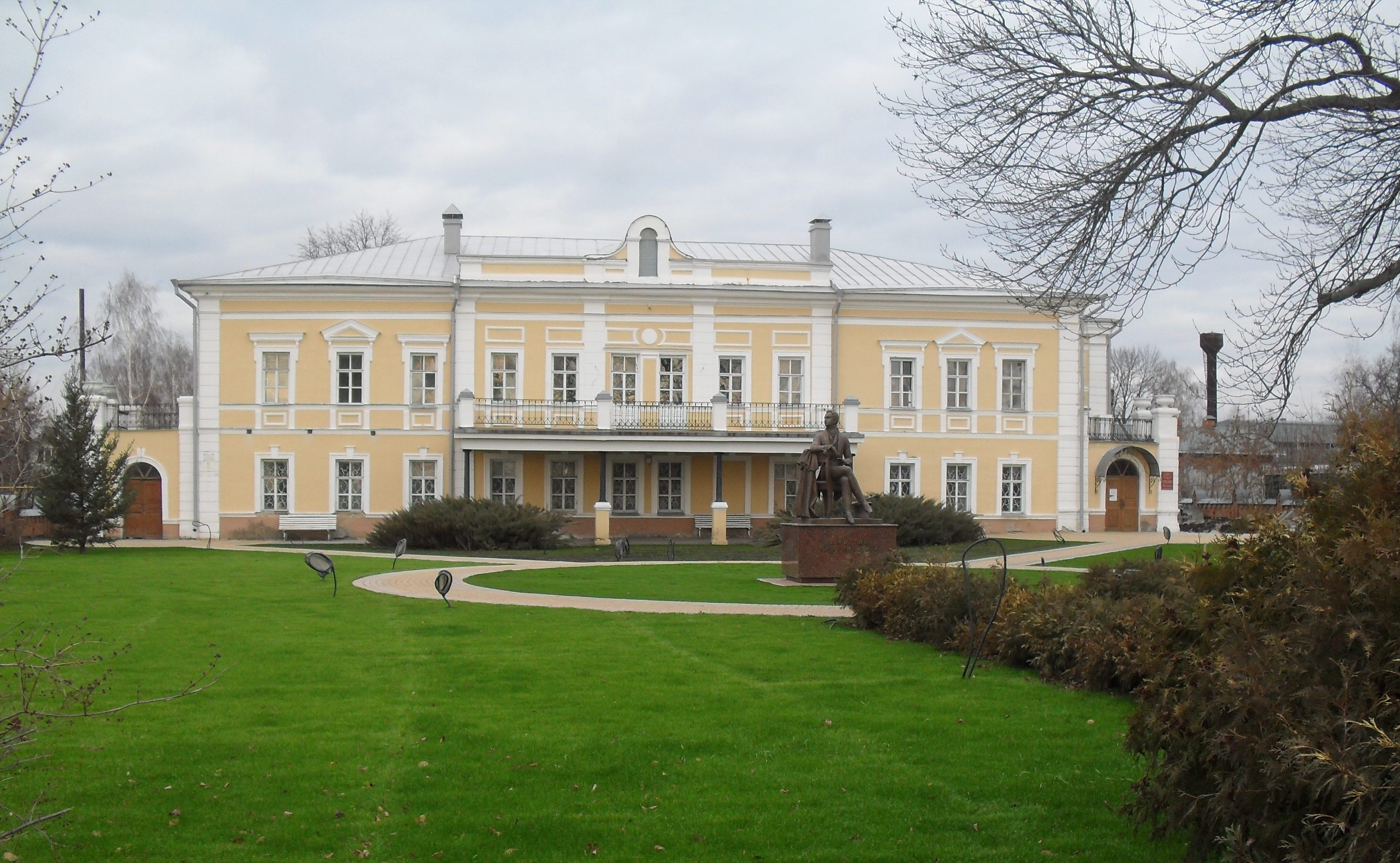
Дом Д. В. Веневитинова в Новоживотинном